# Blaichach
Blaichach è un comune tedesco di 5 713 abitanti, situato nel land della Baviera.

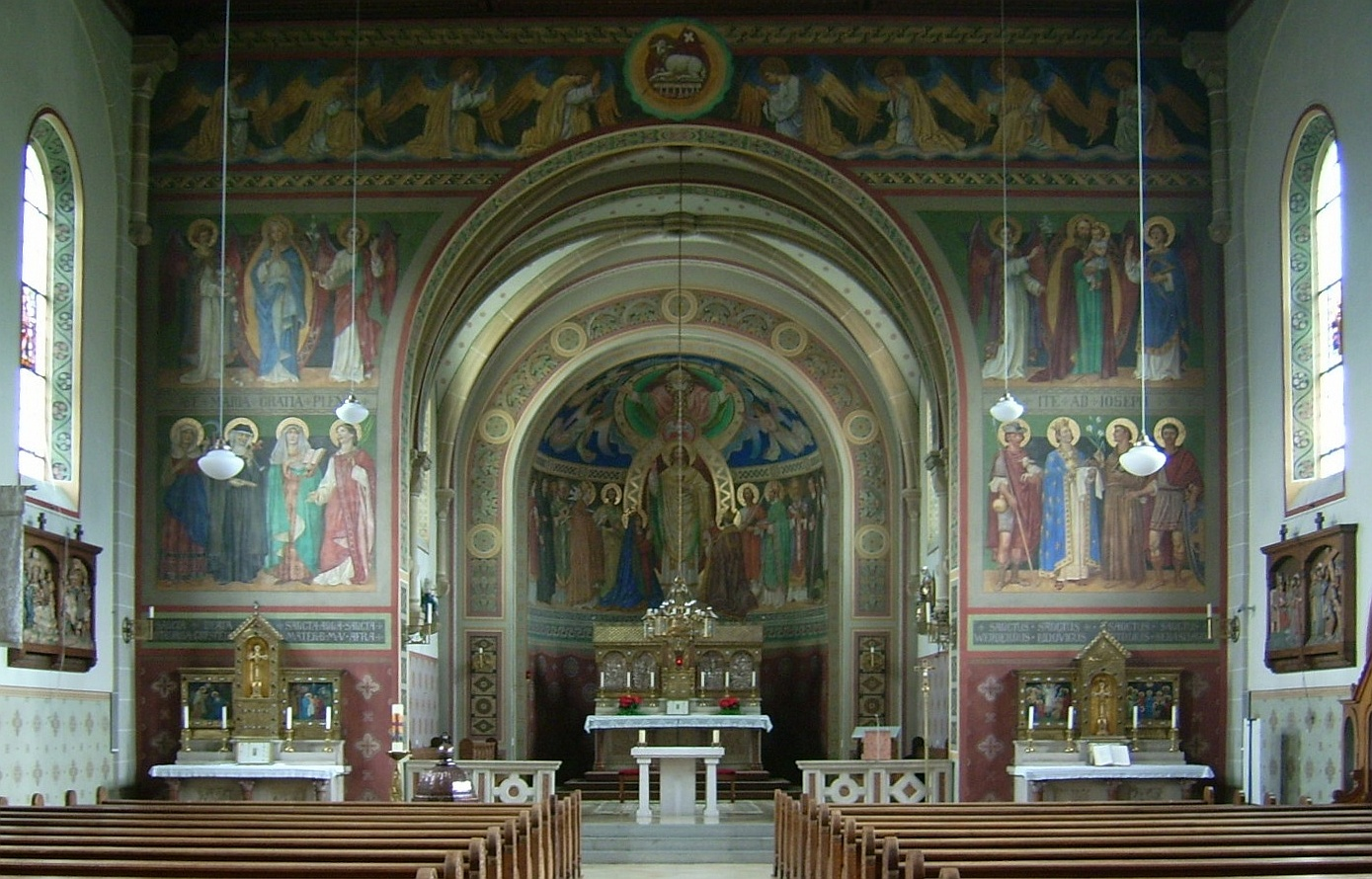
Veduta interna della Chiesa parrocchiale S. Martino